# Gianluca De Col
Gianluca De Col (Belluno, 1978) è un drammaturgo e attore italiano.

## Biografia
Gianluca De Col nasce a Belluno. Dal 2000 al 2016 vive e lavora a Milano. Nel 2016 fa ritorno alla terra d'origine. Si diploma nel 1999 alla Scuola di perfezionamento per attori del Teatro Stabile del Veneto “Carlo Goldoni” di Venezia. Nel 2003 si diploma alla Civica Scuola di Teatro Paolo Grassi in scrittura drammaturgica sotto la guida di Renata M. Molinari.
Dal 2003 al 2007 lavora come autore televisivo per L'albero azzurro con Magdalena Barile e Renato Gabrielli. Dal 2008 si dedica completamente al teatro alternando l'attività di drammaturgo a quella di attore, collaborando con diverse compagnie italiane della scena contemporanea. Lavora con Teatro delle Moire, con Milena Costanzo (Progetto Anne Sexton, produzione Fattore K, tre studi ed uno spettacolo: “Cocktail con Anne Sexton”, “Conferenza con Anne Sexton”, “In casa con Anne Sexton”, “Cleaning the house, lo spettacolo della fine”), con Teatro19 ("Amami basta un click!" "Acquolina", "Vedere la società mi cambia spesso d'umore", “Omnibus”, “Quando muoio io”[4]). Al Festival “Da nessuno vicino è normale”, Teatro La Cucina – Paolo Pini (Milano), presenta due assoli di cui è autore ed interprete “Trasfigurata”, (produzione Spazi Vuoti), e “Lola Polio” [6] (produzione Teatro delle Moire/Olinda). 
Nel 2009 crea il personaggio teatrale di Cassandra Casbah, basato sulla tradizione millenaria dell’uomo che interpreta ruoli femminili. Il personaggio di Cassandra Casbah prende parte a numerosi spettacoli delle Nina’s Drag Queen e progetta e conduce dal 2009 al 2014 il format teatrale originale di macro drammaturgia “La serata Gaudenzia”. Con Camilla Barbarito realizza il progetto di macro-drammaturgia “Casbah, storie di Quartiere” (2010-2011-2012). Nel 2018 debutta a Metamorfosi Festival (Brescia) con “Non ho niente da dire”, di cui è autore, regista e interprete accanto a Benedetta Barzini. Nel 2019 fonda insieme agli abitanti di Quantin (Ponte Nelle Alpi, Belluno) la Latteria Filodrammatica di Quantin, laboratorio permanente di studio del teatro e della cultura popolare basato su testimonianze storiche di attività teatrali nel paese negli anni 1920 - 1930. 
Dal 2016 si dedica alla formazione teatrale in diversi contesti formativi. Progetta e conduce (per la Cooperativa Le Valli (Longarone) con il sostegno della Fondazione Cariverona) il “Teatro delle Emozioni” (2016-2020), progetto specifico rivolto a classi scolastiche che comprendono al loro interno allievi con complessi bisogni comunicativi, disturbi specifici dell’apprendimento e con bisogni educativi speciali. Collabora costantemente con Teatro19 (Brescia) e con La bottega dello Sguardo (Bagnacavallo) fondata da Renata Molinari. Si occupa attivamente di formazione teatrale, recitazione e drammaturgia.

## Pubblicazioni
- Presente in "Oltre l'emergenza. Cartoline di parole - maratona di scritture nei giorni del contagio". Un progetto e un quaderno a cura di Renata M. Molinari. Quaderno 2, La Bottega dello sguardo, 2020.
- “Poemi per Cassandra “ di Gianluca De Col, Ed. Tecnografica, Belluno, 2019.
- "Presente in "Exposed - 184 creativi per Milano" di Marina Spironetti, Ed. M&l Stampa, Milano, 2015.
- “Cassandra Casbah, cinque anni di Gaudenzia, un lustro e molti lustrini” di Gianluca De Col con fotografie di Annalisa Mosca, Ed. Pixarprinting, Venezia, 2014.
- “Cassandra ritratta”, libro fotografico di Filippo Michelangelo Ceredi e Gianluca De Col, ed. Galleria Derbylius, Milano, 2013.
- De Col presta il volto al protagonista del fumetto "La madre di Satana" di Piero Colaprico, disegni di Michele Benvenuti, in "Cattivi soggetti, il noir italiano a fumetti", Edizione Bur-Rizzoli, 2010.
- “Ikebana, giardini zen e monasteri”, in “A proposito di menzogne” quaderno a cura di Renata M. Molinari, Renato Gabrielli e Tommaso Urselli, Ed. Alfabeto urbano, 2005..

## Televisione e cinema
- Autore per L'albero azzurro, RAI (2003-2007).
- Attore per Come quando fuori piove, con Virginia Raffaele, regia di Fabio Mollo, produzione Ballandi Multimedia in onda sul Canale 9, 2018.
- Attore per Agadah, regia di Alberto Rondalli, 2013.

## Teatrografia
- Dare Voce. La Bottega dello sguardo. Di e con Renata M. Molinari, Valeria Battaini, Lisa Capaccioli, Cassandra Casbah, Paola Bigatto, Teatro Goldoni, Bagnacavallo (RA), 2021.
- Il mondo dark. Di e con Luca Scarlini e con Gianluca de Col. Fuoriluogo - Festival della letteratura, Biella, 2021.
- Miss Quantin '53.  Latteria filodrammatica di Quantin, Quantin (BL), 2021.
- Quantin 1920.  Latteria filodrammatica di Quantin, Quantin (BL), 2020.
- Nona Femia Cabaret. Latteria Filodrammatica di Quantin, Quantin, (BL), 2020.
- La rinomata casa delle Sorelle Fraschini. Latteria Filodrammatica di Quantin, Quantin, (BL), 2019.
- Quantin ‘19, storie di lavandaie e reduci di guerra. Latteria Filodrammatica di Quantin, Quantin, (BL), 2019.
- Quantin’56, storie di famiglia. Quantin (BL), 2019.
- Le vie dell’Eros. Di Jessica Leonello, Wonderland Festival, Brescia, 2019.
- Non ho niente da dire[9]. Di e con Gianluca De Col e con Benedetta Barzini, produzione Gattino Productions, Metamorfosi Festival, (BS), 2018.
- Omnibus, Teatro19 (BS), 2014-2016-2017-2018-2019.
- God save Queens. Nina’s Drag Queen, Milano, 2017.
- Cassandra intervista cassandra. Zelig Cabaret, Milano, 2015.
- Cassandra a Bruxelles, tournée a Bruxelles in lingua francese, 2014.
- Cleaning the house[10][11]. Progetto Anne Sexton di Milena Costanzo, produzione Fattore K e Olinda/Teatro la cucina. Teatro I (Milano), Short Theater (Roma), 2014.
- La Fosca Metamorfosi. Di e con Gianluca De Col e con Valeria Battaini, Benedetta Barzini, Anna Coppola, Massimiliano Speziani, Niccolò Emiliano Umattino. Cicco Simonetta, Milano, 2014.
- Varieté Panique, Teatro delle Moire, Milano, 2014.
- Ubu Roi di Alfred Jarry. Estratti dall'opera di Jarry in lingua francese. Centro Culturale Francese di Milano. 2014.
- Città indivisibili: appunti per uno sconcerto sulla città. Di Tommaso Urselli. Macao, Milano, 2014.
- In casa con Anne Sexton, terzo studio. Progetto Anne Sexton di Milena Costanzo, produzione Fattore k, Festival "Da vicino nessuno è normale", Milano, 2013.
- Conferenza con Anne Sexton, secondo studio. Progetto Anne Sexton di Milena Costanzo, Università degli Studi di Milano, 2013.
- Hirundo, di Camilla Barbarito, Festival Mixitè, Teatro Ringhiera, Milano, 2013.
- Sconcerto sulla Città. Di Tommaso Urselli, Van-Ghè, Milano, 2013.
- Conferenza con Anne Sexton, secondo studio. Progetto Anne Sexton di Milena Costanzo, produzione Fattore k, Scuola d’Arte Drammatica Paolo Grassi, Milano, 2012.
- Lola Polio. Di e con Gianluca De Col. Produzione Teatro delle Moire/Olinda. Festival "Da Vicino nessuno è normale". Teatro la cucina - ex ospedale psichiatrico Paolo Pini, Milano 2012.
- Play room. Teatro delle Moire, Danae Festival, Milano, 2012.
- It's always tea time. Teatro delle Moire. Danae Festival, Milano. Kilowatt Festival, San Sepolcro. Angelo Mai, Roma, 2011.
- Performance “Aspettando i Troks”. Performance al Teatro degli Arcimboldi, Milano, 2011.
- Trasfigurata. Di e con Gianluca De Col. Regia Marta Erica Arosio. Produzione Spazi Vuoti, Festival "Da vicino nessuno è normale", Milano, 2011.
- Basta la parola. Di Franca Graziano, Motoperpetuo, Pavia, 2011.
- Voci della città. Di Tommaso Urselli, Casa Morigi, Milano, 2011.
- Nessuno mi può giudicare. Nina’s Drag Queen, Teatro Ringhiera, Milano, 2011.
- Cafè Burlesque. Di e con Gianluca De Col, Federica Fracassi, Lady O, Teatro I, Milano. 2010.
- Casbah, storie di Quartiere. Di Gianluca De Col e Camilla Barbarito. Milano, 2010 – 2011 – 2012.
- Caleidoscopio, Teatro delle Moire. Milano/Brescia, 2010.
- La serata Gaudenzia. Format teatrale originale di e con Gianluca De Col, spettacolo a cadenza settimanale, Balakobako, Cicco Simonetta, Milano, 2009-2014.
- Spiritual Style. Di e con Gianluca De Col, compagnia Kafka Motel, Milano, 2009.
- Le Serve di Jean Genet. Regia di Claudio Raimondo, Casa Morigi, Milano, 2009
- Filosofia del budoir. Nina’s Drag Queen, Teatro Ringhiera, Milano, 2009.
- Scrive I fratelli Martirio. Teatro Litta, Milano, 2008.
- Spanish Nostalgia. Nina’s Drag Queen, Teatro Ringhiera, Milano, 2008.
- Scrive Anche io come te, compagnia Spazi Vuoti, Teatro Zelig, Milano, 2007.
- Scrive Amami, basta un click!, Teatro19, Brescia, 2007.
- Scrive Acquolina, Teatro19, Brescia, 2007.
- Scrive e dirige Stranieri Ovunque. Arte nell’ambiente, Belluno, 2005.
- Carpool Blues. Di Tommaso Urselli. Festival Internazionale Castel dei Mondi. Andria. Palazzo Ducale, 2005.
- Scrive e dirige Come un cabaret, Arte nell’Ambiente, Belluno, 2004.
- La città in condominio. Progetto drammaturgico di Renata M. Molinari, Milano, 2003,2004,2005.
- Scrive e dirige Sogno d’estate, Arte nell’Ambiente, Belluno, 2003.
- Scrive e dirige Icaro, Arte nell’Ambiente, Belluno, 2002.